# Роки
Роки — юридический термин, встречаемый в белорусских и древнепольских актах.
В древней Польше роками назывались съезды автономных воеводств. С этими съездами совпадали и заседания земских судов, вследствие чего со временем и последние стали именоваться роки. Так как к заседаниям земских судов приурочивались вызовы сторон, то и самый срок, назначенный ответчику для явки в суд, получил название «роки».
В последних двух значениях слово роки чаще всего встречается в юридических памятниках.